# WASP-2b
WASP-2b是一個環繞著WASP-2的太陽系外行星，距離地球500多光年遠，位在海豚座。根據觀測到它的質量和半徑，它應該是一顆與木星組成相似的氣體行星，但他與木星不一樣的一點是，這跟目前發現的太陽系外行星一樣，他離它的母恆星很近，而且表面溫度很高，因此天文學家把他歸類於熱木星。